# Monique Ryan
Pour les articles homonymes, voir Ryan.
Monique Marie Ryan est une neurolopédiatre australienne et une candidate politique indépendante du mouvement des Sarcelles, qui est élue députée lors des élections fédérales australiennes de 2022, au siège victorien de Kooyong .

## Carrière médicale
Monique Ryan obtient son diplôme de médecine à l'Université de Melbourne en 1991. Elle complète ensuite sa formation en pédiatrie à Sydney, en Australie et part en résidence en neurologie au Children's Hospital Boston, à Boston, Massachusetts. Elle a également bénéficié d'une bourse de recherche en neurophysiologie à la clinique Lahey à Boston, Massachusetts.
Elle dirige le département de neurologie du Royal Children's Hospital de Melbourne. Ryan a plus de 150 publications évaluées par des pairs et a été chercheur principal dans un certain nombre d'essais cliniques . Elle est coordinatrice de l'ouvrage Neuromuscular disorders of infancy, childhood, and adolescence, qui en est à sa deuxième édition.

## Ouvrages
Les publications de Ryan ont plus de 10 000 citations et elle a un indice H de 50, qui est une mesure de l'impact de sa recherche.

## Politique
Monique Ryan a été annoncée comme la candidate indépendante  au siège de Kooyong pour les élections fédérales de 2022. Elle postule après un appel à candidature d'un indépendant paru dans The Age afin de renverser Josh Frydenberg qui a subi une perte de 8% d'électeurs lors des élections fédérales de 2019. Elle fait partie d'un ensemble d'indépendants, et principalement d'indépendantes, se présentant contre des candidats libéraux dans un mouvement appelé Teal Independents (les indépendantes bleu sarcelle). La campagne de Monique Ryan est soutenue par Voices of Kooyong et reçoit un financement du groupe Climate 200. Sa campagne comptait 1500 bénévoles et plus de 2000 donateurs, en avril 2022.
Elle est élue députée le 21 mai 2022 à la chambre des représentants, à l'issue d'un vote donnant la majorité absolue aux travaillistes.

### Médias
Son programme électoral, sa campagne et ses commentaires ont été rapportés dans le Sydney Morning Herald , à la fois pour Kooyong et pour les élections fédérales de 2022. Ses appels à l'action contre le changement climatique ont été rapportés dans Seven Media et The Age,, Les principales préoccupations de l'électorat de Kooyong seraient le changement climatique et l'environnement. Un sondage d'avril a suggéré qu'elle emporterait  l'un des sièges « de haut niveau » aux élections de 2022.

## Récompenses
Ryan a reçu plusieurs prix pour ses recherches en neurologie, attribués par des congrès internationaux ou des institutions.
- 2000 - Société de neurologie infantile (États-Unis).
- 2022 - Académie américaine des neurologues.
- 2006 - XIème Congrès International sur les Troubles Neuromusculaires.